# Sågfäbodarna
Sågfäbodarna är en bebyggelse söder om Valbo i Gävle kommun. Området klassades 2023 av SCB till en separat småort.